# Cossiers de Manacor
La dansa dels cossiers de Manacor és una dansa ritual que es balla al poble de Manacor. Junt amb les altres danses rituals de la vila, la dels Moretons, els Indis, els Nanets i les Dames són considerades festes d'interès cultural. Recuperats el 1981 després d'un parèntesi d'una quarantena d'anys, actualment dansen per les Fires i Festes de Primavera (a final de maig) i per Cinquagesma.
S'ha conservat documentació escrita dels cossiers des del segle xviii fins a mitjan segle xx, data en la qual, després d'anys de trontolls i malviures, deixaren de ballar. Sembla que l'anualitat dels cossiers manacorins es perdé durant la dècada dels anys vint, i els darrers balls foren a la dècada dels anys trenta, amb un parèntesi l'any 1952 en què assistiren al III Certamen Internacional de Folklore que se celebrava a Palma. El maig de 1981, recuperats per Aina Sansó, Maria Coloma Gelabert i Maria Galmés, es reprèn l'activitat. Des de 1990 n'és responsable l'Escola Municipal de Mallorquí, que en custodia els vestits, organitza els assajos preparatoris, etc.
Actualment, dansen el dia del pregó de les Fires i Festes de Primavera (darrer divendres de maig) i el dia de la festa del Sant Crist (dia de la Cinquagesma), però antigament dansaven el dia de la Mare de Déu d'Agost i per Sant Jaume, el patró de la vila. Els Cossiers són, actualment, set: sis cossiers i una dama. Temps enrere els acompanya un dimoni, que no es va recuperar fins a l'any 2006. També els acompanya una colla de xeremiers (xeremies, flabiols i tamborí). Executen cinc balls diferents tot fent el seu recorregut pels carrers de Manacor: «Es peuet», «La balanguera» (versió llarga), «La balanguera» (versió curta), «Es broquers» (únic ball de bastons en tot Mallorca) i «Sa processó» (ball d'acompanyada, interpretat també per les xeremies). Després dels balls, els dansaires reparteixen un brot de romaní com a símbol de festa i de primavera.
El maig de 2005 l'Escola Municipal de Mallorquí edità un DVD a càrrec d'Aina Maria Sansó Rosselló que recull documents, filmacions i fotografies antigues, testimonis directes i una explicació detallada dels Cossiers i les seves danses en l'actualitat.
L'any 2015 el Consell Assessor de Cultura Popular i Tradicional de Mallorca va donar el vistiplau a la sol·licitud que l'any 2011 l'Ajuntament de Manacor (mitjançant l'Escola Municipal de Mallorquí) havia fet al Consell de Mallorca i l'octubre del mateix 2015 el ple del Consell de Mallorca va aprovar definitivament la declaració dels Cossiers de Manacor com a Festa d'Interès Cultural. El reconeixement s'oficialitzà en l'acte celebrat dia 30 de març de 2017 al Teatre de Manacor amb la presència del batle de Manacor, Pedro Rosselló; el vicepresident del Consell de Mallorca, Francesc Miralles; i els representants dels Cossiers i de l'Escola Municipal de Mallorquí. Recolliren el diploma, que acredita els Cossiers de Manacor com a Festa d'Interès Cultural, Sebastià Galmés, coordinador dels Cossiers de Manacor i M. Coloma Gelabert, Maria Galmés i Aina M. Sansó, les recuperadores dels Cossiers.
L'any 2019, per primera vegada, una dona, Àngels Puig, va ballar com a cossiera a Manacor.